# Pholcus claviger
Pholcus claviger là một loài nhện trong họ Pholcidae. Loài này được phát hiện ở Congo.